# Cratere Suliko
Suliko  è un cratere sulla superficie di Venere.